# صدیقه وسمقی
صدیقه وسمقی (زادهٔ اسفند ۱۳۴۰) شاعر، نویسنده، مترجم، اسلام‌پژوه، حقوق‌دان و تحلیل‌گر مسائل سیاسی و اجتماعی اهل ایران است. او استاد دانشگاه تهران و عضو نخستین دوره شورای شهر تهران و سخنگوی این شورا بود. او دکترای فقه و مبانی حقوق اسلامی دارد.
صدیقه وسمقی از چهره‌های شاخص نواندیش دینی در ایران پنداشته می‌شود و دیدگاه‌های او در باره حجاب اجباری و حق پوشش زنان و چند مسئله فقهی دیگر چالش‌برانگیز بوده است. وی در ۲۶ اسفند ۱۴۰۲ با خشونتِ شدید بازداشت و به اوین منتقل شد و  به دلیلِ خودداری از سر کردنِ روسری، از ملاقات با خانواده‌اش محروم شده بود.

## تحصیلات
صدیقه وسمقی پس از گرفتن دیپلم ریاضی در سال ۱۳۵۹ وارد مدرسه عالی شهید مطهری شد و سه سال در این مدرسه علوم دینی آموخت. او در سال ۱۳۶۲ وارد دانشگاه تهران شد و تحصیل خود را تا دریافت دکترای فقه و مبانی اسلام در سال ۱۳۷۷ در آنجا ادامه داد.

## سوابق اجرایی و اجتماعی
وسمقی در سال ۱۳۵۹ با پدر خود به مناطق جنگ ایران و عراق سفر کرد تا جبهه را از نزدیک ببیند تا بتواند درباره‌اش بنویسد.
با پیروزی اصلاح‌طلبان در انتخابات ریاست جمهوری ۷۶ صدیقه وسمقی نیز به‌طور فعال پا به عرصه سیاست گذاشت و در نخستین انتخابات شورای شهر تهران که در سال ۱۳۷۷ برگزار شد با ۲۱۰۳۰۳ رای به عنوان نماینده مردم این شهر انتخاب شد. او از ۱۳۷۸ تا ۱۳۸۰ نماینده مردم تهران در شورای شهر اول بود و همچنین به عنوان سخنگوی این شورا برگزیده شد. وسمقی مدتی نیز عضو هیئت منصفه مطبوعات بود.
وسمقی نویسنده و تحلیل‌گر مسایل سیاسی، اجتماعی، و فقهی در مطبوعات از جمله روزنامه اطلاعات و مجله سروش و بسیاری از وبگاه‌های فارسی‌زبان است. همکاری وی با روزنامه اطلاعات به دو  پس از پایان تحصیلات متوسطه باز می‌گردد.

## آموزش در دانشگاه‌ها
او کارشناس فرهنگی کانون پرورش فکری کودکان و نوجوانان بود. صدیقه وسمقی سال‌های زیادی به عنوان عضو هیئت علمی دانشگاه تهران و با درجه استادیار فقه اسلامی تدریس می‌کرد. پس از اعتراضات به نتایج انتخابات ریاست جمهوری سال ۱۳۸۸ صدیقه وسمقی به جنبش سبز پیوست. وسمقی در سال ۱۳۹۰ و با بالاگرفتن فشارها بر فعالیت روشنفکران و منتقدان، ایران را ترک کرد و برای یک سال به عنوان استاد میهمان در دپارتمان اسلام‌شناسی دانشگاه گوتینگن آلمان مشغول به فعالیت شد. او در همین زمینه به عنوان  پژوهشگر مهمان با دانشگاه اوپسالا در سوئد نیز همکاری داشته است. دو کتاب حتما راهی هست (یادداشت‌های او در جایگاه سخنگوی نخستین دوره شورای شهر تهران) و بازخوانی شریعت در دوره حضور او در خارج از ایران منتشر شده‌اند.

## دادگاه
صدیقه وسمقی در دوره زندگی در خارج از ایران باورهای انتقادی بیشتری نسبت به جمهوری اسلامی پیدا کرد. تا جاییکه در تیر ۱۳۹۳ به نوشته روزنامه اعتماد دربارهٔ زندان او نوشت که دادگاه انقلاب او را به اتهام فعالیت تبلیغی علیه نظام به تحمل ۵ سال حبس محکوم کرده است.
صدیقه وسمقی در ۲۲ مهر ۱۳۹۶ به ایران بازگشت و در فرودگاه امام خمینی برای ساعتی بازداشت شد. اما پس از قرار مراجعه به دادسرا به دلیل شرایط نامناسب جسمی پس از چند ساعت آزاد شد. او پیشتر در یک دادگاه به صورت غیابی به ۵ سال حبس محکوم شده بود. دادگاه او در ۳۱ مهر ۱۳۹۶ برگزار شد و در دادگاهی ۱۲ دقیقه‌ای با دستور محمد مقیسه  محاکمه شد و به دلیل عدم توانایی در تامین وثیقه یک میلیاردی به بند زنان زندان اوین منتقل شد. او ۱۴ روز بعد با قرار وثیقه آزاد شد. در دادگاه تجدید نظر در اردیبهشت ۱۳۹۷ در نهایت حبس او از تعزیری به تعلیقی تبدیل شد. صدیقه وسمقی در آبان ۱۳۹۸ هم پس از امضای بیانیه ۷۷ نفر با شکایت وزارت اطلاعات دوباره به دادگاه رفته و به ۱ سال حبس محکوم شد.

## اعتراضات آبان ۱۳۹۸
صدیقه وسمقی پس از سرکوب اعتراضات آبان ۱۳۹۸ در بیانیه‌ای به همراه ۷۷ نفر دیگر از فعالان سیاسی اصلاح‌طلب داخل و خارج ایران، شلیک به معترضان را جنایت خواند و خواهان تعقیب قضایی آمران و عاملان آن شد. در پاسخ به این بیانیه، وزارت اطلاعات و سازمان اطلاعات سپاه علیه تعدادی از امضاکنندگان آن شکایت کردند. دادگاه این شکایت که در تابستان ۱۳۹۹ برگزار شد چهارده نفر از این افراد از جمله وسمقی را محکوم کرد. او این بار به یک سال حبس تعزیری محکوم شد.

## حجاب اجباری
پس از اعتراضات ۱۴۰۱ صدیقه وسمقی در پستی در اینستاگرام با عنوان «نه به حجاب اجباری» نوشت: «حاکمیت دینی بیش از چهار دهه است که به نام خدا و فرامین او در این کشور فاجعه می آفریند… سیاست‌های افراطی و بی‌پایه در ارتباط با پوشش زنان پیش چشم مردم ایران و جهان بارها و بارها فجایعی نابخشودنی و فراموش ناشدنی آفریده است. خلق فاجعه بس است!»
پس از آنکه سید علی خامنه‌ای در ۱۵ فروردین ۱۴۰۲ بی‌حجابی را حرام شرعی و سیاسی توصیف کرد. صدیقه وسمقی در نامه‌ای به علی خامنه‌ای از او خواسته توضیح دهد در حالی که در قرآن بر لزوم پوشاندن موی سر برای زنان تصریح نشده، الگوی سخت گیرانه جمهوری اسلامی برای پوشش زنان بر کدام دلایل قطعی و خدشه ناپذیر دینی و با کدام استدلال استوار شده است. او همچنین مسئولیت تمام پیامدهای مالی، جانی، اجتماعی، اخلاقی، روانی و سیاسی اجرای حجاب اجباری را متوجه رهبر جمهوری اسلامی دانست.
پس از کشته شدن آرمیتا گراوند در مهر ۱۴۰۲ صدیقه وسمقیاو با انتشار ویدیویی در اینستاگرام در حالی که حجاب بر سر نداشت گفت: «نباید در برابر قربانی شدن جوانانی مانند مهسا امینی یا آرمیتا گراوند ساکت بنشینیم». او در همین ویدیو گفت: «هرگونه اذیت و آزار زنان بابت حجاب اجباری مخالف انسانیت، عدالت، اخلاق و حتی مخالف اسلام است». او در این ویدیو، عملکرد جمهوری اسلامی در آزار زنان را جنون‌آمیز توصیف کرد.

## بازداشت
صدیقه وسمقی در ۲۶ اسفند ۱۴۰۲ به دست نیروهای امنیتی بازداشت و به زندان اوین منتقل شد. در ۷ اردیبهشت اعلام شد که او در زندان، بینایی خود را از دست داده است. او در نهایت پس از کش‌وقوس‌های فراوان در ۱۰ اردیبهشت ۱۴۰۳ در پی تشدید بیماری و با قرار کفالت از زندان اوین آزاد شد. او پیش‌تر انتقاداتی از حجاب اجباری کرده و علی خامنه‌ای، را دیکتاتور و نظامِ حاکم را سرکوب‌گر خوانده بود. وی چند روز پیش از بازداشت گفته بود که احضار شده، اما به دلیل مشخص نبودن اتهامات به دادسرا نخواهد رفت. پس از بازداشت هم اعلام کرد که دادگاه انقلاب را قانونی نمی‌داند و حکم آن را نخواهد پذیرفت. به همین دلیل با هر گونه کفالت و وثیقه‌گذاری مخالف است.

### نامه‌ای از زندان
او در نامه‌ای به کمیته حقیقت‌یاب سازمان ملل متحد با اشاره به تجربهٔ خود در روزهایِ بازداشت، از مجامع حقوق بشری خواسته است از هیچ تلاشی برای بازداشتن جمهوری اسلامی از اعمال ستم به‌ویژه به زنان فروگذاری نکنند.
او در این نامه می‌نویسد: «من اکثر سال‌های عمر خود را مصروف تحصیل، تدریس و تحقیق در حوزه دین، به‌ویژه فقه اسلامی نموده‌ام و نتیجه پژوهش‌های اینجانب دربارهٔ پوشش زنان این است که زنان دین‌دار در چارچوب شریعت اسلامی ملزم به پوشاندن موی سر خود نیستند و برخی پژوهشگران مستقل حوزه دین نیز به همین عقیده‌اند. دهه‌هاست که بسیاری از زنان ایرانی با قانون حجاب اجباری مخالف‌اند و من نیز در مخالفت با این قانون و اعتراض به سرکوب زنان و کرامت آنان، روسری از سر برداشته‌ام.» وی در این نامه از «فقدانِ بیناییِ» خود می‌گوید که با چنین وضعیتی بدونِ داشتنِ حقِ وکیل به اماکنی برای بازجویی و بازپرسی برده شده و در تمامِ مدتِ تحملِ حبس به دلیل امتناع از پوشیدنِ روسری از ملاقات با خانواده خود محروم بوده است. صدیقه وسمقی در نامهٔ خود نوشته که نهایتاً برای دفاع از عزت و کرامت انسانی، ایستاده است.

## آثار
افزون بر مقالات و مصاحبه‌های چاپ شده در نشریات و وبگاه‌های مختلف و مقالات چاپ شده در نشریات علمی بین‌المللی از صدیقه وسمقی چهار دفتر شعر و آثار متعدد دیگر منتشر شده‌است. از آثار فقهی وی می‌توان به کتاب زن، فقه، اسلام اشاره کرد. ترجمه برخی اشعار وی به زبان سوئدی نیز در یک دفتر انتشار یافته‌است. از او کتاب مسیر پیامبری نیز چاپ شده‌است.

### نوشته‌ها
- نماز باران، انتشارات امیرکبیر، ۱۳۶۸[۱]
- شاخه‌های شکسته، انتشارات مؤسسه اطلاعات، ۱۳۷۳[۱]
- گزیده ادبیات معاصر، انتشارات نیستان، ۱۳۷۹[۱]
- توصیف دردهای مذاب، انتشارات اطلاعات، ۱۳۸۹[۱]
- زن، فقه، اسلام، انتشارات صمدیه، ۱۳۸۷[۱۹]
- حتماً راهی هست، انتشارات خاوران، ۱۳۹۳[۲۰]
- بضاعت فقه انتشار مجازی کتاب[۲۱]
- بازخوانی شریعت، ۱۳۹۸[۲۲]
- در مسیر پیامبری، ۱۴۰۰
- چرا علیه حجاب شوریدم، ۱۴۰۴

### ترجمه‌ها
- گنجینه‌های قدس، انتشارات امیرکبیر، ۱۳۷۱[۱]
- لحن الخلود، انتشارات کانون پرورش فکری کودکان و نوجوانان، ۱۳۷۲[۱]
- مدینه منوره، انتشارات وزارت فرهنگ و ارشاد اسلامی-کانون پرورش فکری کودکان و نوجوانان، ۱۳۷۲[۱]

## فعالیت‌ها و مسئولیت‌ها
- کارشناس فرهنگی کانون پرورش فکری کودکان و نوجوانان
- فعالیت در حوزه هنری تهران، روزنامه اطلاعات و مجله سروش
- عضو جبهه مشارکت ایران اسلامی
- عضو و سخنگوی نخستین شورای شهر تهران
- عضو هیئت علمی دانشکده الهیات دانشگاه تهران و تدریس در دانشگاه الزهرا
- عضو هیئت منصفه مطبوعات استان تهران